# Provozní náklady
Provozní náklady nebo také OPEX (z anglického operating expense) jsou celkové náklady na zajištění běžné podnikatelské činnosti (mzdy, materiál, atp.), tj. neinvestiční náklady (tj. s výjimkou finančních nákladů - úroků).
Provozní náklady spadají do kategorie variabilních nákladů externích. Provozní náklady jsou:
- materiální náklady
- náklady za služby
- osobní náklady
- daně a poplatky (bez DPH)
- odpisy[zdroj?]